# Marcos Maceo
Marcos Maceo Joglar (Santiago de Cuba, 25 de abril de 1808–San Agustín de Aguarás, 14 de mayo de 1869) fue un patriota cubano que luchó en la Guerra de los Diez Años bajo las órdenes de su hijo, Antonio Maceo. Contrajo matrimonio dos veces, habiendo procreado diecinueve hijos. Hombre de principios libertarios y de una situación económica holgada, educó a sus descendientes con rectitud. Al iniciarse el alzamiento contra las autoridades españolas con el Grito de Yara, la familia Maceo decidió involucrarse en el conflicto. 
El 14 de mayo de 1869, Marcos cayó en combate cuando participaba del ataque al fuerte español de San Agustín de Aguarás, a 34 km de Las Tunas, siendo comandado por su hijo, el entonces teniente coronel Antonio Maceo Grajales, primogénito de su segundo matrimonio.  